# Van der Schueren

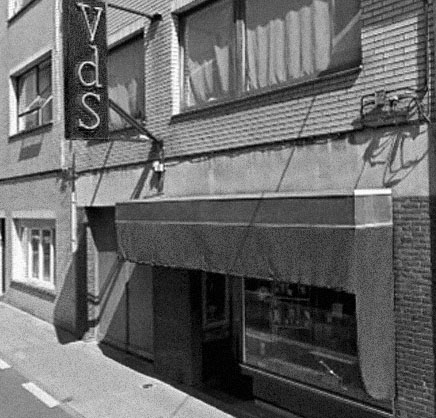
Oude foto van de winkel van de stokerij in de Binnenstraat met neonlichtreclame.

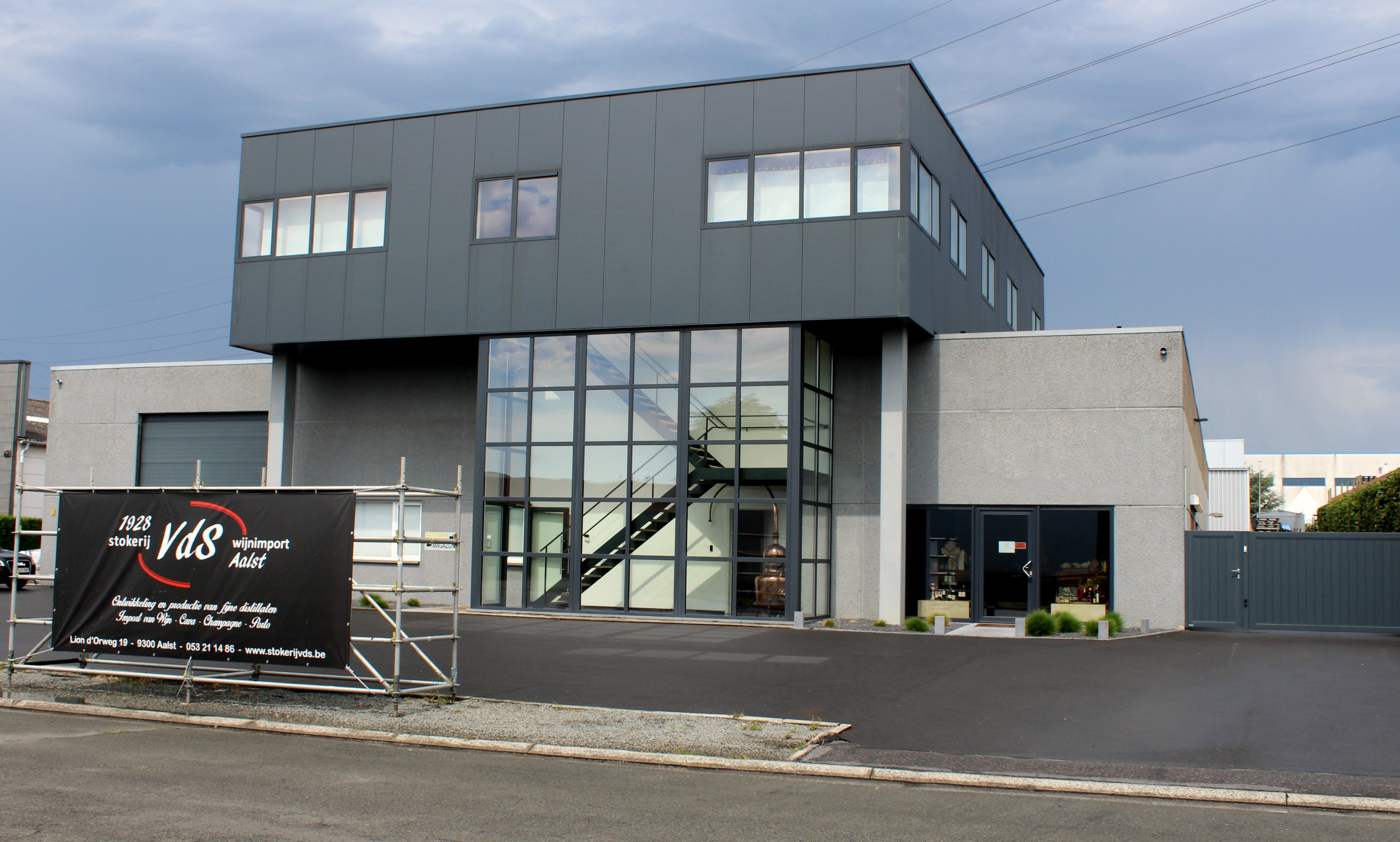
Nieuwe gebouwen van de stokerij sinds 2015.

Van der Schueren is een stokerij uit Aalst, gelegen in de Belgische provincie Oost-Vlaanderen. In de volksmond en op eigen etiketten wordt de stokerij vaak kortweg VdS genoemd naar de initialen van de oorspronkelijke familie Van der Schueren. Naast een ruime reeks eigen producten produceert de stokerij voornamelijk sterke dranken en likeuren voor derden onder de vorm van private labels.

## Geschiedenis
Joseph "Jef" Van der Schueren (Voorde, 27 november 1904 - Aalst, 13 februari 1984) begon als zoon van een landbouwersgezin al vroeg te experimenteren met alcohol die voortkwam van de granen op het land. Begin jaren twintig begon hij met het maken van likeuren zoals elixir en kloosterlikeur maar ook jenever en kon deze slijten bij de kennissen van zijn vader. In 1928 sloot hij samen met zijn broers Paul en Frans een overeenkomst met Alowis Mertens, die in de Gentsestraat een stokerij bezat. De drie broers kwamen op deze manier binnen bij de stokerij, en in 1935 wijzigden ze de naam in VdS. In 1938 werd een stokerij aan de Korte Zoutstraat geopend en kort daarna een aan de Binnenstraat. De broers runden elk hun eigen vestiging, totdat Frans er na de Tweede Wereldoorlog mee stopte en zijn vestiging aan de Binnenstraat overdeed aan Joseph, die besloot zijn eigen stokerij te sluiten en verder te gaan op de locatie Binnenstraat. In 1967 kwamen Paul en Joseph weer samen en werd het opnieuw één bedrijf. Begin jaren 1950 zijn nog enkele andere kleinere stokerijen overgenomen, waaronder Distillerie St. Anne uit Aalst.
De zoon van Joseph, Walter, breidde tijdens de jaren 1960 het assortiment uit door naast het klassieke gamma ook enkele regionale producten zoals Faluintjesjenever -en koffie en Louis Paul Boonjenever aan te bieden. Walter vergrootte ook het gamma aan geïmporteerde sterke dranken en wijnen en zette meer in op advertenties en reclame. Onder zijn beheer werd ook stokerij De Ster uit Haaltert overgenomen. Walter had zelf geen opvolgers om zijn zaak verder te zetten en verkocht in 2000 VdS aan de familie Waterschoot, op voorwaarde dat de naam VdS behouden bleef.
Luc Waterschoot herintroduceerde onder meer Cockney's Gin (door overname van het Gentse Cockney's Distillery). In 2015 verhuisde hij de stokerij naar het industrieterrein "Wijngaardveld" te Aalst in de onmiddellijke buurt van waar vroeger de grote stokerij Le Lion d'Or terug te vinden was.

## Producten

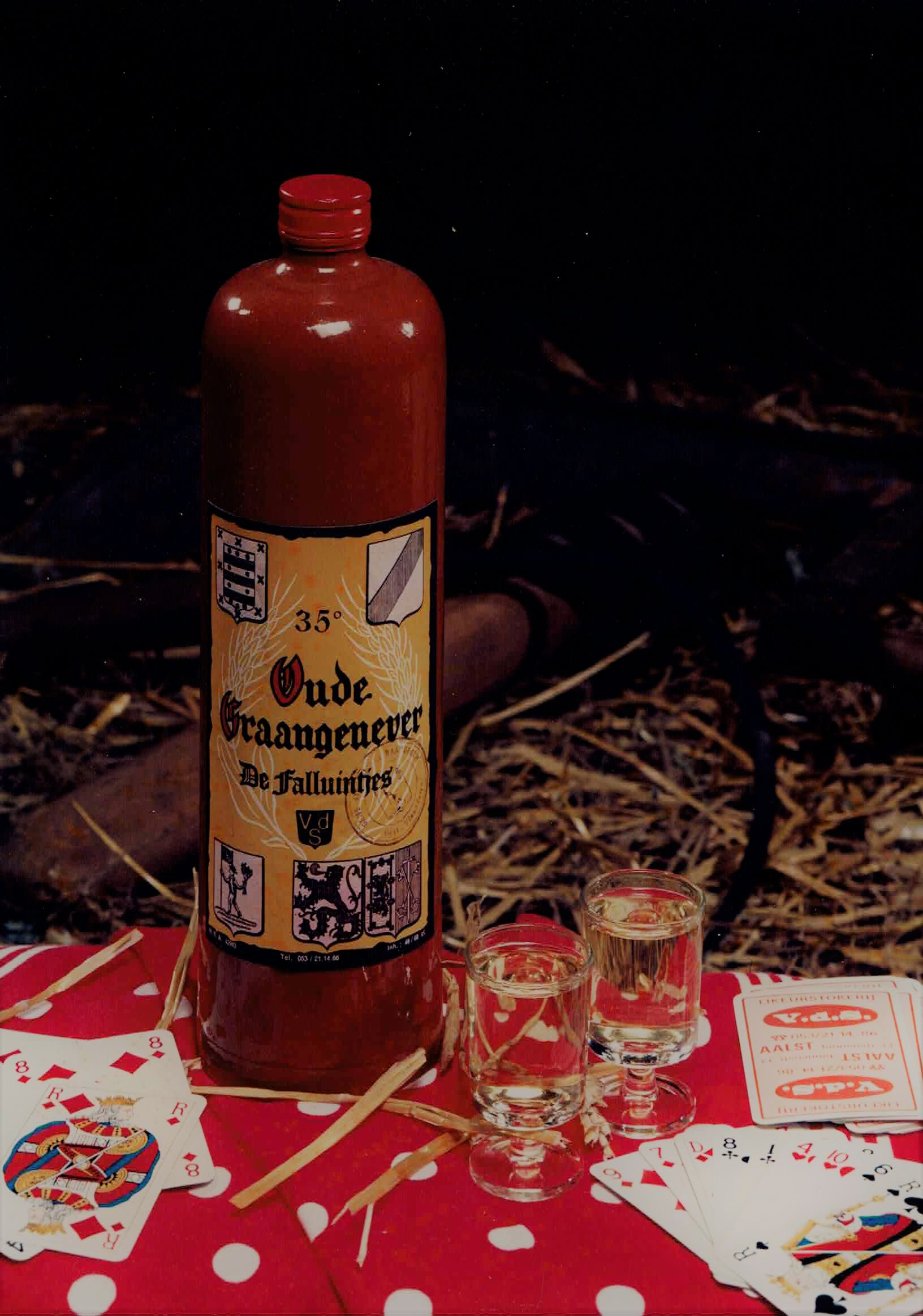
Een typerende kruik (of stoop) Faluintjesjenever van uit 1986. Centraal onderaan het etiket is nog de oude stempel van VdS te zien dat ook als logo gebruikt werd.

Onder het label VdS produceert het bedrijf voornamelijk genever of jenever zoals Oude Klare van Aelst, Faluintjesjenever en hopjenever maar ook Goeie Seeve. Daarnaast wordt er ook gin gemaakt, veelal voor derde partijen. Nog steeds zijn er ook de oude likeuren te vinden zoals Elixir VdS en parfait amour.
Hun producten zoals advocaat en krieken op jenever worden gemaakt volgens authentieke methode.